# 김상철 (1947년)
김상철(金尙哲, 1947년 3월 15일 ~ 2012년 12월 13일)은 법조인 출신 대한민국 정치인 겸 행정가이며 대학 교수이다. 호(號)는 산남(山南)이다.

## 생애
평안북도 태천에서 출생하였으며 지난날 한때 평안남도 대동에서 잠시 유아기를 보낸 적이 있는 그는 1948년 6월, 미 군정 조선 서울로 이주하여 성장하였으며 그린벨트 내 자택의 형질 시비가 있어 1993년 2월 26일에서 1993년 3월 4일까지 불과 6일간 재임이라는 최단기간 서울특별시 시장 직위를 지냈다.

## 주요 이력

### 주요 경력
- 1971년 제13회 사법시험 합격.
- 1973년 서울중앙지방법원 판사.
- 1975년 서울민사지방법원 판사.
- 1977년 강원도 춘천지방법원 원주지원 판사.
- 1979년 판사직 퇴임.
- 1980년 변호사 김상철 법률사무소 변호사.
- 1983년 7월 ~2012년 월간 고시계 발행인
- 1984년 한양대학교 겸임교수(1984년 8월 ~ 2002년 8월).
- 1987년 숭실대학교 겸임교수(1987년 8월 ~ 2009년 8월).
- 1989년 중앙대학교 겸임교수(1989년 2월 ~ 2001년 8월).
- 1991년 한미우호협회 회장(1991년 2월 취임 ~ 2000년 8월 퇴임).
- 1993년 제26대 서울특별시 시장(1993년 2월 26일 취임 ~ 1993년 3월 4일 퇴임).
- 1994년 태평양아시아협회 회장(1994년 12월 취임 ~ 2007년 12월 퇴임).
- 1999년 탈북난민보호운동본부 총재 겸 중앙상임대표위원장(1999년 11월 30일 취임 ~ 2000년 11월 30일 퇴임).
- 2000년 한미우호협회 명예회장(2000년 9월 취임 ~ 2007년 12월 퇴임).
- 2002년 미래한국 CEO 회장 겸 대표발행위원장(2009년 1월 퇴임).

### 학력
- 서울대학교 법학과 학사(1970년)
- 서울대학교 대학원 법학과 법학석사(1977년)
- 서울대학교 대학원 법학과 법학박사(1998년)

### 명예 박사 학위
- 미국 코넬 대학교 명예 법학박사(1996년)